# Ремоделювання хроматину

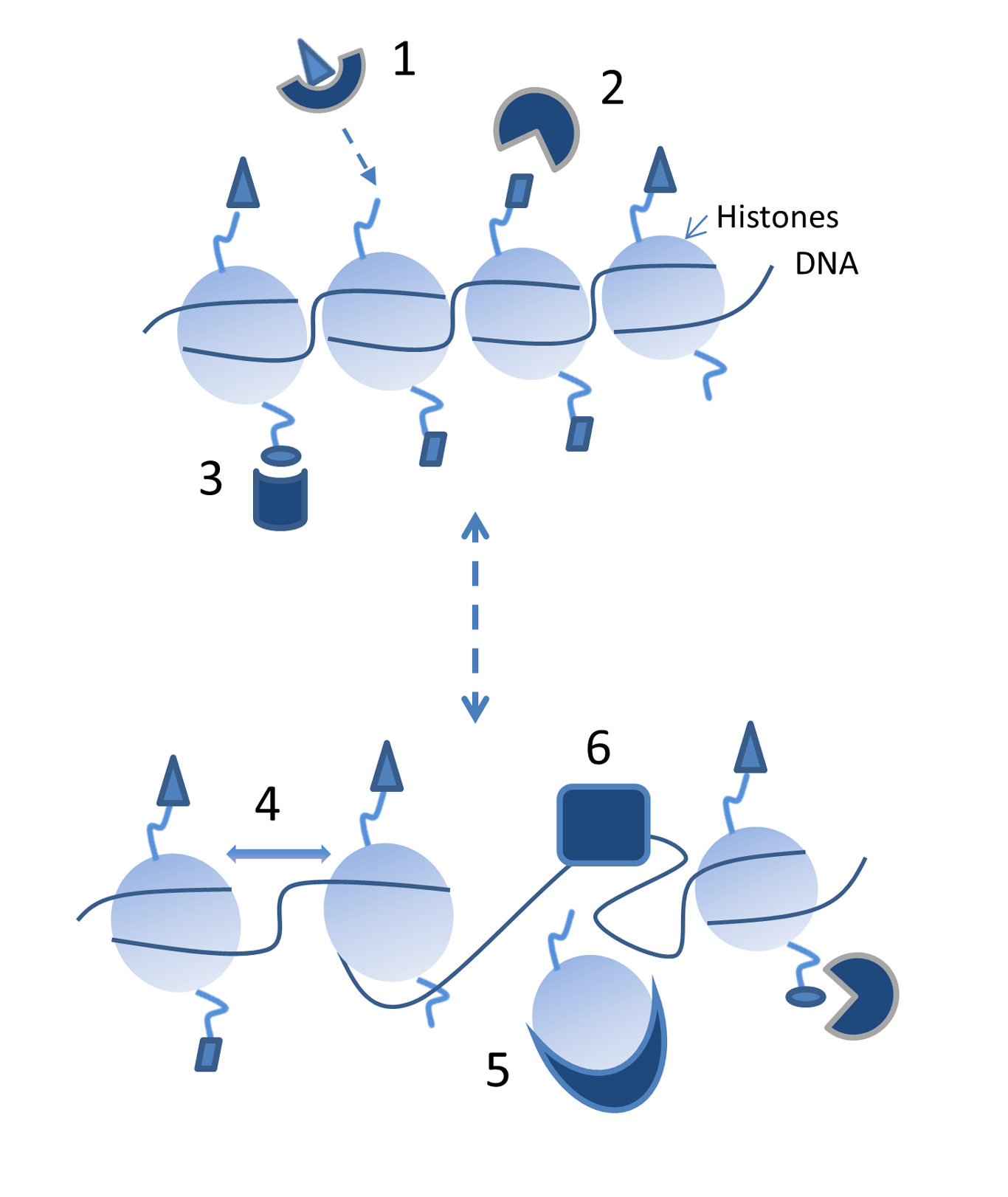
Структура хроматину може бути ремодельована за допомогою модифікацій гістонів (1), білків, які зв'язуються з модифікованими гістонами (2), положення і зсуву нуклеосоми (3,4), заміною гістонів (5) та транскрипційними факторами, що зв'язуються з ділянкою ДНК, звідки йде транскрипція (6).

Ремоделювання хроматину — динамічні зміни в архітектурі хроматину завдяки яким білки відповідальні за транскрипцію та інші процеси можуть отримати доступ до конденсованих ділянок геномної ДНК. Існують два основних механізми ремоделювання. 1) Ремоделювання можливе завдяки ковалентним модифікаціям гістонів, таким як метилювання та ацетилювання. 2) Ремоделювання може відбуватись за участю АТФ-залежних білкових комплексів, які можуть зсувати, розбирати або перегруповувати нуклеосоми. Окрім участі у регулюванні експресії генів, динамічне ремоделювання хроматину впливає на епігенетичну регуляцію низки біологічних процесів, таких як реплікація та репарація ДНК. Мутації в генах білків що відповідають за ремоделювання хроматину є асоційованими з рядом хвороб людини, в тому числі з онкологічними. Комплекси ремоделювання хроматину наразі я мішенями для розробки протиракової терапії для деяких видів пухлин.